# シセロ・サントス
シセロ (Cícero) ことシセロ・サントス（Cícero Santos, 1984年8月26日 - ）は、ブラジル・エスピリトサント州カステロのサッカー選手。現在は無所属。ポジションはMF（セントラルミッドフィールダー）。

## クラブ歴
ECバイーアでトップチームデビュー。フルミネンセFCにユーティリティープレーヤーとして中盤より前のポジション全てを熟すようになった。コパ・リベルタドーレス2008ではグループステージで美しいフリーキックを見せた他、決勝戦のPK戦で唯一PKを決めた選手となった。
2008年夏にドイツ・ブンデスリーガのヘルタ・ベルリンに加入。8月17日に初出場するとレギュラーとして活躍した。その後VfLヴォルフスブルクにも在籍した。
2011年にサンパウロFCに加入し、1年半在籍。2013年1月1日に2013シーズンの契約を結ばない事が報道によって明らかにされた。同月8日にサントスFCに2年契約で移籍。カンピオナート・パウリスタではネイマールに及ばなかったものの得点ランキング2位につけた。
2014年7月にフルミネンセに復帰。2015年にはカタール・スターズリーグのアル・ガラファへの期限付き移籍を経験した。
2016年12月にサンパウロに再加入。コパ・ド・ブラジルのパラナ・サッカー・テクニカル・センター戦ではハットトリックを達成し、ロジェリオ・セニ監督も「32歳という年齢で経験もあり試合を内外からよくコントロールできる。」と称賛した。ロジェリオ・セニが解任されると出場機会を失い、相互の合意の下契約を解除。
2018年にグレミオFBPAに加入しレコパ・スダメリカーナ2018に出場した。
2019年2月6日、ボタフォゴFRとシーズン終了までの契約を締結。レギュラーとしてリーグ戦32試合に出場し、同年末には契約延長オプションが行使される。2021年2月末にクラブとの契約を満了し退団した。

## タイトル
フィゲイレンセ
- カンピオナート・カタリネンセ : 2006

フルミネンセ
- コパ・ド・ブラジル : 2007
- プリメイラ・リーガ・ド・ブラジル : 2016

サンパウロ
- コパ・スダメリカーナ : 2012

グレミオ
- コパ・リベルタドーレス : 2017
- レコパ・スダメリカーナ : 2018